# Сен-Жак-д’Аттисьё
Сен-Жак-д’Аттисьё (фр. Saint-Jacques-d'Atticieux, окс. Sant Jacques d'Atticieux) — коммуна во Франции, находится в регионе Рона — Альпы. Департамент коммуны — Ардеш. Входит в состав кантона Серьер. Округ коммуны — Турнон-сюр-Рон.
Код INSEE коммуны — 07243.
Коммуна расположена приблизительно в 430 км к юго-востоку от Парижа, в 50 км южнее Лиона, в 70 км к северу от Прива.

## Население
Население коммуны на 2008 год составляло 244 человека.
| 1962 | 1968 | 1975 | 1982 | 1990 | 1999 | 2008 |
| ---- | ---- | ---- | ---- | ---- | ---- | ---- |
| 76   | 89   | 76   | 97   | 170  | 173  | 244  |

## Экономика
В 2007 году среди 164 человек в трудоспособном возрасте (15—64 лет) 108 были экономически активными, 56 — неактивными (показатель активности — 65,9 %, в 1999 году было 76,1 %). Из 108 активных работали 108 человек (58 мужчин и 50 женщин), безработных не было. Среди 56 неактивных 8 человек были учениками или студентами, 24 — пенсионерами, 24 были неактивными по другим причинам.